# パリメトロ5号線
5号線（5ごうせん、フランス語: Ligne 5）は、パリ交通公団（RATP）の運営するフランスの首都パリを含むイル＝ド＝フランス地域圏のメトロ（地下鉄）路線の一つ。パリ郊外北部ボビニーのボビニー＝パブロ・ピカソ駅と、パリ市内南部のプラス・ディタリー駅までを南北に結ぶ。1906年に開業。

## 概要
5号線の南端のプラス・ディタリー駅は13区のイタリー広場の地下にある。ここから北北東に進み、オステルリッツ駅を経由してオステルリッツ高架橋でセーヌ川を渡り、サン・マルタン運河の西に沿うように北上してバスティーユ広場を通り、やや西寄りに向きを変えてレピュブリック広場、東駅、北駅などを経由する。北駅からは北東方向に向かい、ポルト・ド・パンタンで市境を越えて北東部郊外のボビニー市に至る。
5号線は1906年に開業した、パリで5番目のメトロ路線である。1907年から1942年までは現6号線のエトワール（現シャルル・ド・ゴール＝エトワール駅）〜プラス・ディタリー間も5号線の一部であり、パリを南部から東部にかけてほぼ3分の2周していた。
サン＝マルセル駅北方からセーヌ川を渡ってケ・ド・ラ・ラペ駅南東までの区間は高架線となっており、ケ・ド・ラ・ラペ駅の前後は掘り割り状の地上線である。またボビニー＝パンタン＝レイモン・キュノー駅とボビニー＝パブロ・ピカソ駅の間も地上線である。

5号線路線図

## 歴史
1898年のメトロ整備計画では、5号線（E線）はオステルリッツ橋（現ケ・ド・ラ・ラペ駅付近）からストラスブール大通り（現東駅付近）までとされており、プラス・ディタリー〜オステルリッツ橋間は環状路線の2号線（B線）の一部とされていた。なお2号線はプラス・ディタリー以西では現6号線のルートを通り、オステルリッツ橋以東ではリヨン駅で1号線と合流してナシオン駅に向かうことになっていた。
後に2号線の環状運転計画は取りやめられ、また北端は北駅まで延長されてプラス・ディタリー〜北駅が5号線として建設されることになった。ただしケ・ド・ラ・ラペ駅〜リヨン駅間には単線の連絡線が建設され、初期にはリヨン駅が仮の終点となっていたこともある。
1906年から1907年にかけてプラス・ディタリー〜北駅間が開業し、また1907年10月には2号南線のエトワール〜プラス・ディタリー間が5号線に編入された。
1942年にはエトワール〜プラス・ディタリー間が6号線に移管され、また北駅から北東方向に郊外のエグリーズ・ド・パンタン駅まで延長された。延長にあたって北駅は東よりに移設され、ループ線状の終点となっていた旧駅は放棄された。この部分は現在乗務員の訓練施設として使われている。
1985年にはさらに北東へ延伸された。
なおプラス・ディタリーから南西方向への延伸も計画されたことがあるが、実現しなかった。

### 年表
- 1906年6月2日 - プラス・ディタリー駅〜オルレアン駅（ガール・ドルレアン、現オステルリッツ駅）間開業。
- 1906年7月13日 - オルレアン駅〜プラス・マザ（現ケ・ド・ラ・ラペ駅）間延伸開業、オステルリッツ高架橋供用開始。
- 1906年7月23日 - プラス・マザ駅〜リヨン駅間延伸開業。この区間は単線で、プラス・マザ駅で進行方向が反転していた。
- 1906年12月17日 - プラス・マザ〜ランクリー駅（現ジャック・ボンセルジャン駅）間延伸開業。プラス・マザ〜リヨン駅間の旅客営業廃止。
- 1907年10月14日 - 2号南線のエトワール駅（現シャルル・ド・ゴール＝エトワール駅）〜プラス・ディタリー駅間を5号線に編入。
- 1907年11月15日 - ランクリー駅〜北駅間延伸開業。
- 1942年10月6日 - エトワール駅〜プラス・ディタリー駅間を6号線に移管。
- 1942年10月12日 - 北駅〜エグリーズ・ド・パンタン駅間延伸開業。北駅を東よりに移設。
- 1985年4月25日 - エグリーズ・ド・パンタン駅〜ボビニー＝パブロ・ピカソ駅間延伸開業

## 車両

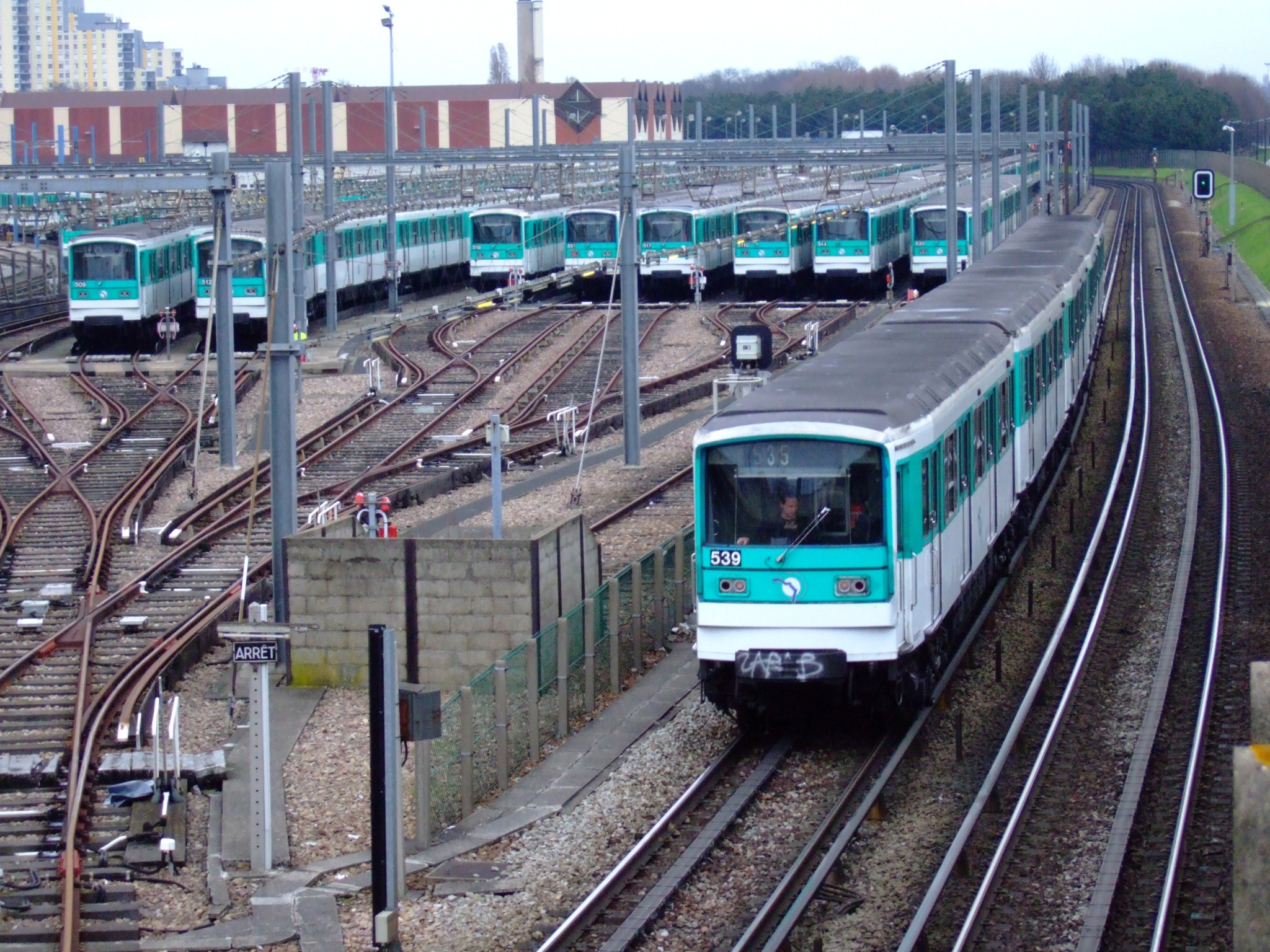
ボビニー車両基地。右は本線

1978年から1980年にかけて投入されたMF 67が使われている。
全長は約90m。各車両ごとに片側4つのドアがある。非常時を除き車両間の往来はできない。
車両基地はボビニー＝パンタン＝レイモン・キュノー駅とボビニー＝パブロ・ピカソ駅の間の本線沿いのボビニー（Bobigny）にある。大規模な検査や改修作業は7号線のショワシー（Choisy）車両基地で行われる。

## 駅一覧
| 駅名                                        | 駅名                                                          | 接続路線 | 地上／地下 | 所在地             | 所在地             |
| ------------------------------------------- | ------------------------------------------------------------- | --- | ---------- | ------------------ | ------------------ |
| ボビニー＝パブロ・ピカソ駅                  | Bobigny - Pablo Picasso （Préfecture - Hôtel du Département） | トラム： 1号線                                                                                               | 地下区間   | ボビニー           | ボビニー           |
| ボビニー＝パンタン＝レイモン・キュノー駅    | Bobigny - Pantin - Raymond Queneau                            | | 地下区間   | ボビニー、パンタン | ボビニー、パンタン |
| エグリーズ・ド・パンタン駅                  | Église de Pantin                                              | | 地下区間   | パンタン           | パンタン           |
| オッシュ駅                                  | Hoche                                                         | | 地下区間   | パンタン           | パンタン           |
| ポルト・ド・パンタン駅                      | Porte de Pantin （Parc de la Villette）                       | トラム： 3b線                                                                                                | 地下区間   | パリ               | 19区               |
| ウルク駅                                    | Ourcq                                                         | | 地下区間   | パリ               | 19区               |
| ロミエール駅                                | Laumière                                                      | | 地下区間   | パリ               | 19区               |
| ジョレス駅                                  | Jaurès                                                        | メトロ： 2号線、 7bis線                                                                                      | 地下区間   | パリ               | 10区、19区         |
| スターリングラード駅                        | Stalingrad                                                    | メトロ： 2号線、 7号線                                                                                       | 地下区間   | パリ               | 10区、19区         |
| 北駅 (ガール・デュ・ノール)                 | Gare du Nord                                                  | メトロ： 4号線 RER： B線・ D線 RER： E線（マジャンタ駅） トランシリアン： H線・ K線 フランス国鉄（パリ北駅） | 地下区間   | パリ               | 10区               |
| 東駅 (ガール・ド・レスト)                   | Gare de l'Est                                                 | メトロ： 4号線、 7号線 トランシリアン： P線 フランス国鉄（パリ東駅）                                         | 地下区間   | パリ               | 10区               |
| ジャック・ボンセルジャン駅                  | Jacques Bonsergent                                            | | 地下区間   | パリ               | 10区               |
| レピュブリック駅                            | République                                                    | メトロ： 3号線、 8号線、 9号線、 11号線                                                                      | 地下区間   | パリ               | 3区、10区、11区    |
| オベルカンフ駅                              | Oberkampf                                                     | メトロ： 9号線                                                                                               | 地下区間   | パリ               | 11区               |
| リシャール・ルノワール駅                    | Richard-Lenoir                                                | | 地下区間   | パリ               | 11区               |
| ブレゲ＝サバン駅                            | Bréguet - Sabin                                               | | 地下区間   | パリ               | 11区               |
| バスティーユ駅                              | Bastille                                                      | メトロ： 1号線、 8号線                                                                                       | 地下区間   | パリ               | 4区、11区、12区    |
| ケ・ド・ラ・ラペ駅                          | Quai de la Rapée                                              | | 地上区間   | パリ               | 12区               |
| オステルリッツ駅 (ガール・ドーステルリッツ) | Gare d'Austerlitz                                             | メトロ： 10号線 RER： C線 フランス国鉄                                                                       | 地上区間   | パリ               | 5区、13区          |
| サン＝マルセル駅                            | Saint-Marcel                                                  | | 地下区間   | パリ               | 13区               |
| カンポ＝フォルミオ駅                        | Campo-Formio                                                  | | 地下区間   | パリ               | 13区               |
| プラス・ディタリー駅                        | Place d'Italie                                                | メトロ： 6号線、 7号線                                                                                       | 地下区間   | パリ               | 13区               |

- 全線各駅停車、快速運転はない。

### 廃駅
ケ・ド・ラ・ラペ駅とバスティーユ駅の間にはアルスナル駅があったが、1939年9月2日に廃止されている。
開業時の北駅は現在よりも西寄りにあり、ループ線状の終着駅だった。またループの途中から2号線、4号線への連絡線があった。5号線の北への延伸にあたって北駅の構造が障害となったことから、東駅のすぐ西からトンネルが掘り直され、新たな駅が建設されて旧駅は廃止された。この跡は現在ガール・デュ・ノールUSFRT（Gare du Nord USFRT）と呼ばれ、1981年にRER B線建設のために一部が取り壊されたものの、残った部分は乗務員の訓練施設として使われている。

### 新駅
現在貨物線として使用されている環状鉄道グランド・サンチュールの北部を旅客化する構想Tangentielle Nordがあり、これに合わせてボビニー＝パンタン＝レイモン・キュノー駅〜ボビニー＝パブロ・ピカソ駅間に新駅を建設して乗換駅とする構想がある。